# Soldatenfriedhof Jonava

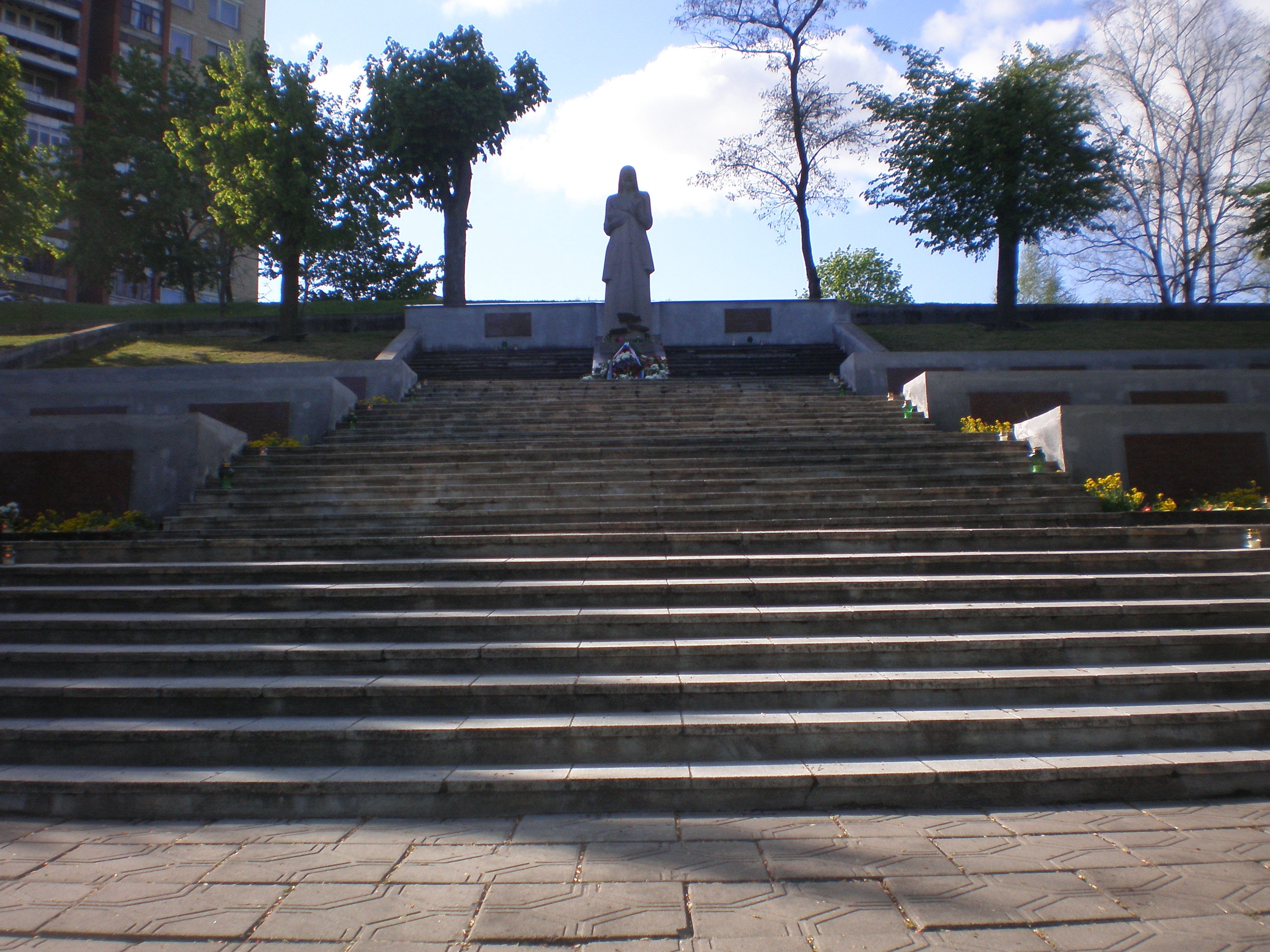
Leiter und Denkmal

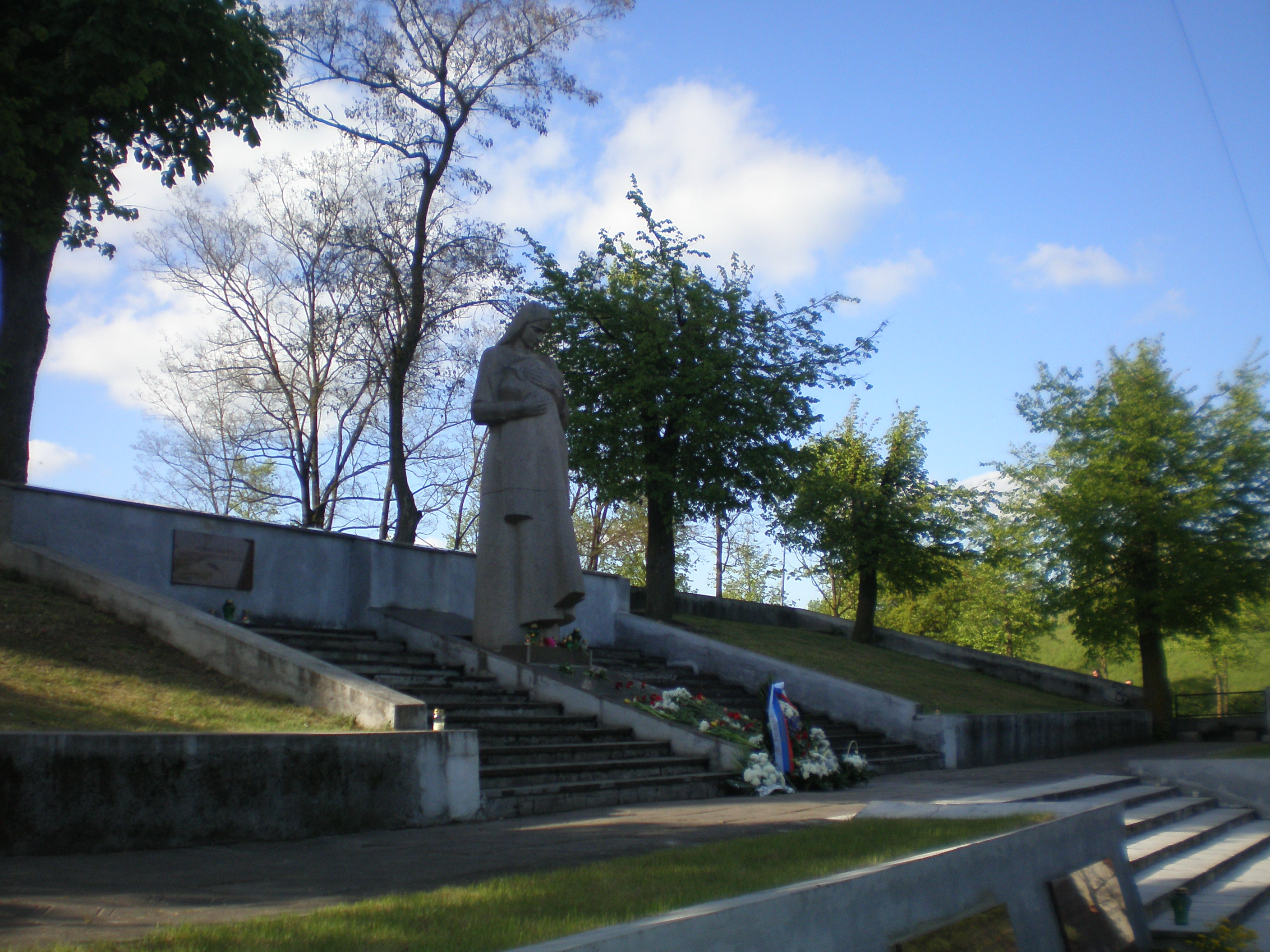
Friedhof

Der Soldatenfriedhof Jonava (lit. Jonavos karių kapinės) ist ein sowjetischer Soldatenfriedhof in der Innenstadt Jonavas in Litauen, an der Jonas-Basanavičius-Straße im östlichen Teil der Stadt, an der Kreuzung der Straßen Ateities und Lietavos, am Eisenbahnviadukt Jonava.

## Gräber
Hier sind 1524, davon 782 nicht namentlich bekannte Soldaten der Roten Armee begraben, die am Bahnhof Jonava, in Upninkai, Salininkai, Rukla, Upninkėliai, gestorben waren. Der Friedhof ist 50 × 45 Meter groß.
Während der sowjetischen Okkupationszeit fand jedes Jahr auf dem Friedhof eine feierliche Zeremonie zu Ehren der Soldaten mit Salutschüssen statt. Nach der Unabhängigkeit Litauens werden die Soldaten nur noch von Familienangehörigen, Bekannten und Vertretern der russischen Botschaft in Litauen geehrt. 2004 wurde der Friedhof aus Mitteln Russlands restauriert.